# Groß-Faldern

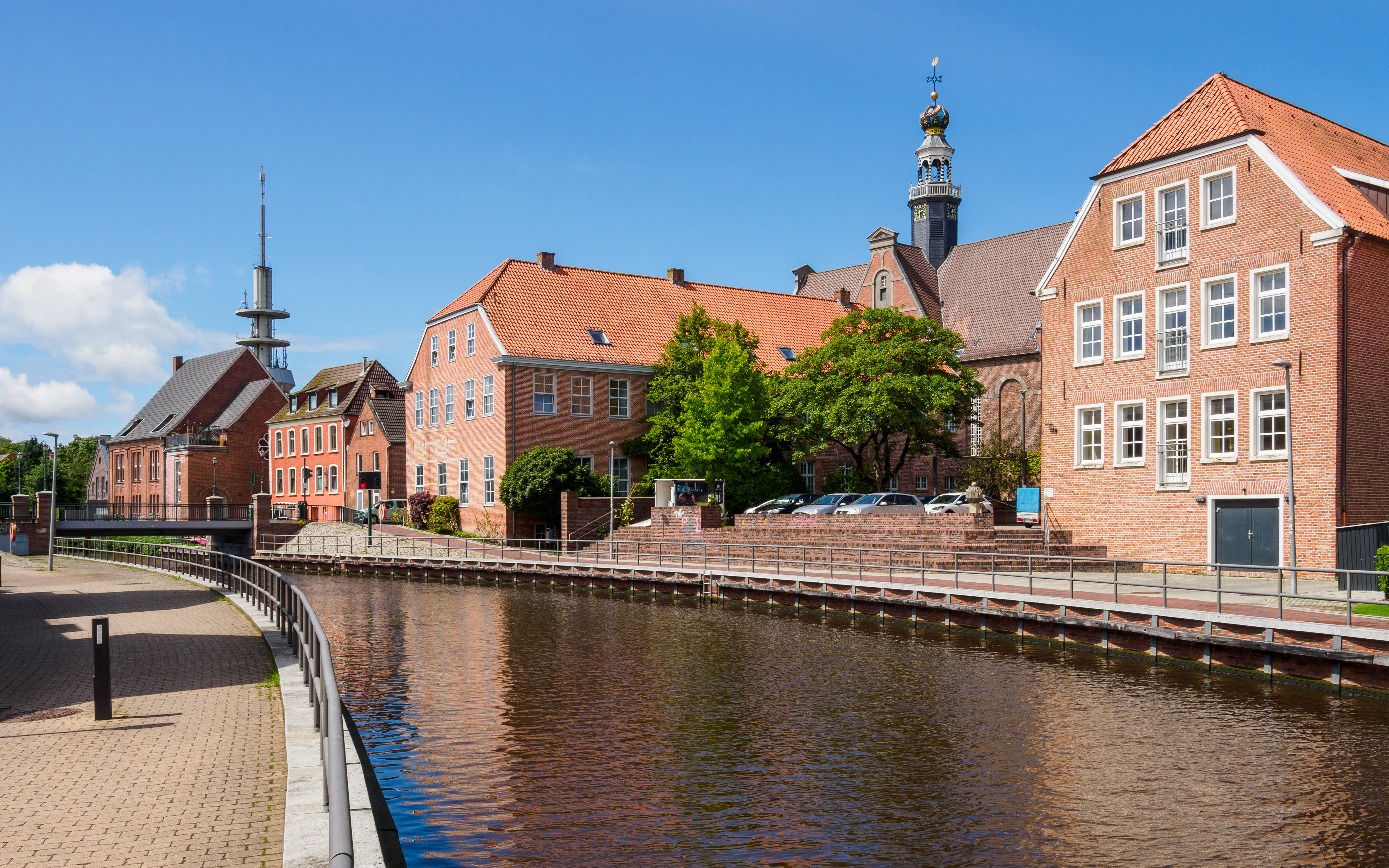
Rotes Siel/Falderndelft, Gödenser Haus, Neue Kirche und Kulturhaus Faldern

Der Emder Stadtteil Groß-Faldern erstreckt sich östlich vom Emder Rathaus. Die Stadtverwaltung rechnet Groß-Faldern zum Stadtzentrum und weist daher keine eigenen Einwohnerzahlen für den Stadtteil aus. Groß-Faldern ist in der Statistik der Stadt einer der sechs Stadtteile, die zusammen das Stadtzentrum Emdens mit insgesamt 8677 Einwohnern (31. März 2009) bilden.

## Lage
Groß-Faldern liegt im Osten der Emder Innenstadt innerhalb des Emder Wallringes. Auf dem Wall stehen zwei der drei auf dem Wall erhalten gebliebenen Mühlen – beide allerdings nicht mehr direkt als solche erkennbar. Die Rote Mühle hat keine Flügel mehr und wird heute als Kindergarten genutzt, die Weiße Mühle ist stark renovierungsbedürftig und hat ebenfalls keine Flügel mehr.
Groß-Faldern grenzt im Norden an den Nachbarstadtteil Bentinkshof, die Grenze bildet der Alte Graben. Östlich von Groß-Faldern liegt Wolthusen, getrennt durch Wall und Emder Stadtgraben. Im äußersten Südosten grenzt Groß-Faldern in der Kesselschleuse an einem Punkt an Herrentor. Südlich von Groß-Faldern liegt der Nachbarstadtteil Klein-Faldern, die Grenze bildet hier der Falderndelft. Westlich von Groß-Faldern befindet sich die Emder Altstadt. Die genaue Grenze bleibt aus historischen Gründen schwammig, verläuft jedoch ungefähr entlang der Neutorstraße bzw. etwas östlich von dieser.

## Geschichte
Groß Faldern war ab 1368 Sitz des Häuptlingsgeschlechts der Aildisna, als Haro Aildisna seinen Sitz von Uphusen hierher verlegte. Er zählte zu den Häuptlingen, die 1400 den Hansestädten Hamburg und Bremen gelobten, den Vitalienbrüdern keine Hilfe mehr zu leisten. Da er ein Schwager Ockos I. tom Brok war, ließ ihn der mit den tom Brok verfeindete Hisko Abdena von Emden im selben Jahr umbringen. Die Herrschaft über Groß Faldern ging darauf im Jahr 1400 an seinen Schwiegersohn Haiko Abdena über. Dessen Sohn Wiard nahm aber seinen Sitz wieder in Uphusen und Groß Faldern verlor seine Bedeutung als Häuptlingssitz.
Im Zweiten Weltkrieg wurde Groß-Faldern stark in Mitleidenschaft gezogen. In jenem Stadtteil befanden sich viele Grachten, die nach dem Krieg mit dem Trümmerschutt der zerbombten Häuser verfüllt wurden. An erhaltenen Gebäuden hervorzuheben sind die Neue Kirche und das Gödenser Haus. In dem Stadtteil befindet sich auch das frühere Telegrafenamt der Stadt aus dem späten 19. Jahrhundert (ebenfalls teils erhalten). Auf diesem Gelände, das heute der Deutschen Telekom gehört, steht auch das höchste Bauwerk der Stadt, der Emder Fernsehturm.

## Politik
Ostfriesland in seiner Gesamtheit – und darin Emden im Besonderen – ist seit Jahrzehnten eine Hochburg der SPD. Bei der Bundestagswahl 2013 wählten die Einwohner Groß-Falderns jedoch so deutlich sozialdemokratisch wie es in vielen anderen Stadtteilen der Fall ist. Die SPD erhielt im Wahlbezirk Wallschule 39,98 Prozent der Stimmen, die CDU 30,2, die Grünen 11,78, die Linke 7,36, die FDP 4,23 und sonstige Parteien 6,41. Zum Vergleich: Im gesamten Stadtgebiet erreichte die SPD 48,59, die CDU 25,98, die Grünen 9,15, die Linken 6,04 Prozent und die FDP 3,13 Prozent. Auf sonstige Parteien entfielen stadtweit 7,04 Prozent. Die SPD erreichte in Groß-Faldern folglich als einzige der fünf großen Parteien ein unterdurchschnittliches Ergebnis, die anderen vier hingegen schnitten besser ab als im Stadtgebiet insgesamt. Bei der Bundestagswahl 2009 lag die SPD rund fünf Prozentpunkte unter ihrem städtischen Ergebnis, die CDU in etwa fünf Prozentpunkte drüber. Ebenfalls unterdurchschnittlich im Vergleich zum städtischen Gesamtergebnis schnitt die SPD bei der Landtagswahl in Niedersachsen 2013 ab, wohingegen CDU und Grüne über ihrem städtischen Durchschnitt lagen. SPD-Oberbürgermeister Bernd Bornemann hingegen lag bei seiner Wahl 2011 in Groß-Faldern fast genau im Einklang mit dem städtischen Gesamtergebnis.

## Religion
In Groß-Faldern gibt es eine Reihe von Kirchengebäuden, darunter die drei Emder Hauptkirchen der drei größten christlichen Gemeinschaften Emdens: der evangelisch-lutherischen, der evangelisch-reformierten und der römisch-katholischen Gemeinden. Die Martin-Luther-Kirche an der Bollwerkstraße ist die Predigtkirche des ev.-luth. Superintendenten des Sprengels Ostfriesland-Ems, der in Emden seinen Sitz hat. Die Kirche ist ein 1958 geweihter Neubau, nachdem die Vorgängerkirche 1943 zerstört worden war, und galt bei ihrer Weihe als größter Neubau der lutherischen Kirche in Niedersachsen.
Die Neue Kirche an der Brückstraße ist die Hauptkirche der evangelisch-reformierten Gläubigen, nachdem die frühere Moederkerk (Mutterkirche) des nordwestmitteleuropäischen Calvinismus, die Große Kirche, im Zweiten Weltkrieg zerstört wurde. Die Neue Kirche wurde während des Dreißigjährigen Krieges erbaut (1643–1648). Rund um die Kirche findet sich ein ausgedehnter Friedhof, der das gesamte Areal im Straßenquadrat Am Lindengraben, Osterstraße, Nordertorstraße und Brückstraße umfasst.
Die katholische Kirche St. Michael an der Straße Hof von Holland ist ebenfalls ein Neubau als Ersatz für einen im Zweiten Weltkrieg zerstörten Vorgängerbau. Die Kirche wurde von Dominikus Böhm geschaffen und dient der größeren der beiden katholischen Gemeinden Emdens als Gotteshaus.
Daneben haben noch weitere kleinere Glaubensgemeinschaften ihre Bethäuser in Groß-Faldern. Die 1530 in Emden gegründete Mennonitengemeinde befindet sich an der Brückstraße, eine kleine Gruppe von Mormonen ist an der Bollwerkstraße vertreten. An der Osterstraße sind die Altreformierten mit ihrem 1950 (wieder-)errichteten Gotteshaus ansässig. Die Gemeinde hat etwa 90 Glieder. Ebenfalls eine Abspaltung von der reformierten Kirche ist die Christliche Gemeinschaft Emden an der Bollwerkstraße.

## Wirtschaft und Infrastruktur
In Groß-Faldern als Innenstadtgebiet ist keine Industrie zu finden, auch sonstiges produzierendes Gewerbe beschränkt sich auf kleinere Handwerksbetriebe – mit Ausnahme des Teeproduzenten Thiele & Freese. Wesentlich geprägt wird der Stadtteil von öffentlichen und privaten Dienstleistungen.
Die Neutorstraße ist eine der Haupteinkaufsstraßen Emdens, auch die sich daran südlich anschließende Faldernstraße ist von Einzelhandelsgeschäften geprägt. Die Brückstraße ist an ihrem westlichen Ende eine der drei größeren Fußgängerzonen der Seehafenstadt. Ein kleiner Bereich am westlichen Ende der Bollwerkstraße ist ebenfalls Fußgängerzone. Weitere Einzelhandelsgeschäfte befinden sich am westlichen Ende der Osterstraße und am Apfelmarkt sowie an der Daalerstraße, die von der westlichen Osterstraße abzweigen. Gastronomische Betriebe sind ebenfalls im westlichen Bereich Groß-Falderns zu finden, wohingegen sich in Richtung Osten mehr und mehr Wohnbebauung zeigt. An der Bollwerkstraße ist ein größeres Seniorenwohnheim ansässig. Die Deutsche Telekom hat ihre Emder Niederlassung auf dem Areal des früheren Telegrafenamtes an der Osterstraße. Auf dem Gelände unterhält die Deutsche Funkturm den Emder Fernsehturm.
Zu den öffentlichen Dienstleistern gehört die Hauptberufliche Wachbereitschaft der Emder Feuerwehr, die an der Brückstraße ihren Sitz hat. Dort sind auch alle technischen Gerätschaften dieser Wachbereitschaft sowie der Freiwilligen Feuerwehr Stadtmitte untergebracht. Der Wachbereitschaft gehören 40 feuerwehrtechnische Beamte und Angestellte an, der Freiwilligen Feuerwehr 80 Einsatzkräfte. In unmittelbarer Nachbarschaft der Feuerwehr befindet sich das Gewerbeaufsichtsamt Emden, das für Ostfriesland und das nördliche Emsland zuständig ist.

### Verkehr
Hauptverkehrsstraße durch Groß-Faldern bzw. an dessen westlichem Rand ist der Straßenzug Faldernstraße/Neutorstraße, der Teil der in Ost-West-Richtung durch Emden führenden Landesstraße 2 ist. Die Faldernstraße im Süden Groß-Falderns zählt mit etwa 13.200 Kraftfahrzeugen pro Tag (Stand: Beginn der 2000er-Jahre) zu den stärker belasteten Straßenabschnitten Emdens. Die Neutorstraße in Höhe des Rathauses wird von knapp 11.000 Kraftfahrzeugen befahren, im nördlicheren Abschnitt bei der Kreuzung Agterum sind es rund 15.000 Fahrzeuge. Die anderen Straßen Groß-Falderns sind im Vergleich zur Neutorstraße erheblich geringer belastet. Im Osten des Stadtteils existiert als Nord-Süd-Verbindung die Nordertorstraße, die in ihrem nördlichen Abschnitt bei der Kreuzung mit dem Philosophenweg und der Straße Zwischen beiden Bleichen von rund 6400, weiter südlich von ungefähr 5800 Fahrzeugen befahren wird. An der Brücke über das Rote Siel, das die Verbindung nach Klein-Faldern und letztlich in den Südosten Emdens darstellt, wurden gut 4700 Fahrzeuge gezählt. Deutlich geringer belastet sind die Ost-West-Verbindungen innerhalb des Stadtteils: Bollwerkstraße, Osterstraße und Brückstraße: Dies liegt daran, dass Bollwerk- und Brückstraße an ihrem westlichen Ende nahe der Neutorstraße Fußgängerzonen und die Osterstraße im westlichen Bereich eine Einbahnstraße in Richtung Groß-Faldern sind. Lediglich die Osterstraße weist daher eine vierstellige Zahl von Kraftfahrzeugen pro Tag auf: gut 1500 am westlichen Ende und etwas mehr als 2800 an ihrem östlichen. Die Bollwerkstraße dagegen wird von knapp 600 Fahrzeugen befahren, die Straße Hinter der Halle als Querverbindung von der Brück- zur Faldernstraße von gut 700. Als deutlich wichtigere (und daher auch stärker belastete) Ost-West-Verbindung gilt die unmittelbar nördlich von Groß-Faldern im Nachbarstadtteil Bentinkshof verlaufende Straße Zwischen beiden Bleichen: Dort wurden rund 7400 Fahrzeuge gezählt.
In den 1970er-Jahren bestanden Pläne, einen innerstädtischen Verkehrsring von der Friedrich-Ebert-Straße über die Sleedrieverstraße und eine neu zu bauende Brücke über das Rote Siel zur Nordertorstraße und zum Philosophenweg zu bauen. Ausgehend von der Einmündung des Philosophenweges in die Auricher Straße/Neutorstraße, sollte eine Entlastungsstraße entlang des Walls bis zur Einmündung der Ringstraße in die Abdenastraße/Larrelter Straße führen. Bereits nach der Vorstellung dieses Entwurfsplans durch das Planungsbüro Dr. Schubert wurde Kritik daran laut. Dieser Ausbau ist nie erfolgt, der Verkehr wird über die Friedrich-Ebert-Straße, Brückstraße und Nordertorstraße geführt.
Durch Groß-Faldern hindurch verlaufen keine Buslinien, zwei bedienen den Stadtteil nur randlich. Die Linie 501 (Petkum-ZOB-Harsweg) des Stadtverkehrs Emden führt bis zum Rathaus über die Faldern- und Neutorstraße, die Linie 504 (Uphusen-ZOB-Twixlum/Wybelsum) verläuft über die Straße Zwischen beiden Bleichen, die von Groß-Faldern jedoch durch den Alten Graben getrennt ist. Entsprechend finden sich lediglich zwei Bushaltestellen im Stadtteil bzw. im Falle der Linie 504 unmittelbar im Grenzbereich. An der Osterstraße und am Roten Siel sind daher zusätzlich zwei Abfahrtstellen für Anrufsammeltaxen eingerichtet worden.

## Sport und Freizeit
Die Lage am Wall und am Stadtgraben macht sich der Emder Ruderverein zunutze. Der Club betreibt Vereinsheim und Bootsanlage am Rote-Mühlen-Zwinger unweit der Kesselschleuse. Im Wallvorland zwischen dem Rote-Mühlen- und dem Gelbe-Mühlen-Zwinger ist der Emder Tennis- und Hockey-Verein beheimatet, dessen Tennis-Abteilung dort seit 1906 über mehrere Plätze verfügt. Genutzt wird der Wall darüber hinaus von den Mitgliedern der Emder Laufgemeinschaft, aber auch von vereinsunabhängig agierenden Joggern, Walkern oder Nordic Walkern oder auch Radfahrern. Daneben ist der Wall beliebtes Ausflugsgebiet für Spaziergänger. Weitere Sportvereine sind im Stadtteil nicht zu finden. Ein weiterer Park in Groß-Faldern ist der Stephansplatz, benannt nach dem ehemaligen Generalpostdirektor des Deutschen Kaiserreiches Heinrich von Stephan, der das früher benachbarte Telegrafenamt errichten ließ. Der Platz befindet sich an der Stelle des früheren Brauersgrabens, wurde nach dem Zweiten Weltkrieg mit Trümmerschutt verfüllt und anschließend begrünt. 

## Kultur und Sehenswürdigkeiten
Die Friesenbühne (plattdeutsches Theater) ist in Groß-Faldern beheimatet. In unmittelbarer Nähe des Betriebsgeländer der Deutschen Telekom  steht ein Denkmal zu Ehren von Heinrich von Stephan.
Im Kulturhaus Faldern, in der Brückstraße gegenüber der Neuen Kirche, hat die Musische Akademie Emden mit der Musikschule Emden ihren Hauptsitz.